# Leptura quadrifasciata
Espèce
Leptura quadrifasciata, la Lepture quadrifasciée est une espèce d'insectes coléoptères de la famille des Cerambycidae.

## Description
Les coléoptères adultes mesurent de 11 à 20 mm de long, sont noirs avec quatre bandes jaunes transversales plus ou moins continues. Dans les cas extrêmes, les élytres peuvent être presque entièrement noirs.
Les larves creusent des galeries sinueuses dans divers arbres, dont le chêne, le hêtre, le bouleau, le saule, l'aulne, le sureau et l'épicéa . Le cycle de vie dure deux ou trois ans.
L'insecte été décrit par Carl Linnaeus dans son ouvrage de 1758, 10e édition de Systema Naturae.

## Répartition
On trouve ces insectes dans tout le nord et le centre de la région paléarctique.